# Siladice
Siladice este o comună slovacă, aflată în districtul Hlohovec din regiunea Trnava, pe malul râului Váh. Localitatea se află la altitudinea de 134 m deasupra n.m., se întinde pe o suprafață de 7,6 km2 și în 2017 număra 662 de locuitori.

## Istoric
Localitatea Siladice este atestată documentar din 1113.

## Demografie
| An:                | 1994 | 2004   | 2014   | 2024   |
| ------------------ | ---- | ------ | ------ | ------ |
| Număr de persoane: | 637  | 620    | 670    | 647    |
| Diferență:         |      | −2,66% | +8,06% | −3,43% |

| An:                | 2023 | 2024   |
| ------------------ | ---- | ------ |
| Număr de persoane: | 656  | 647    |
| Diferență:         |      | −1,37% |